# Грозна Крепость
Гро́зна Кре́пость (рос. Грозная Крепость, ерз. Грозная Крепость) — присілок у складі Ардатовського району Мордовії, Росія. Входить до складу Сілінського сільського поселення.

## Населення
Населення — 26 осіб (2010; 41 у 2002).
Національний склад (станом на 2002 рік):
- росіяни — 98 %